# Абдулдаудов, Камалутдин Ахмедович
Камалутдин Ахмедович Абдулдаудов  (род. 2 сентября 1965, Махачкала, Дагестанская АССР, РСФСР, СССР) — советский борец вольного стиля, призёр чемпионата Европы. Мастер спорта СССР международного класса. Даргинец по национальности.

## Достижения
- Чемпионат Европы: серебро — 1989[3].
- Чемпионат СССР: золото — 1988